# Glykomik
Glykomik, ein Begriff analog zu Genomik und Proteomik, bezeichnet in der Biochemie die systematische Untersuchung aller Glycan-Strukturen eines Zelltyps oder eines Organismus. Es ist ein Teilbereich der Glykobiologie. Im Speziellen werden Modifikationen von Proteinen durch angeheftete Kohlenhydrate (Glykosylierung) und deren Funktion und Auswirkung untersucht. Zur Glykomik gehört auch das Erstellen neuartiger biopharmazeutischer proteinbasierter Biowirkstoffe.
Das menschliche Genom beherbergt Gene für mindestens 250 verschiedene Glycosyltransferasen. In der Mehrzahl sind diese in drei Enzymfamilien beheimatet, welche kladistisch jeweils auf eine Stammform zurückgeführt werden können.